# Roberto Vecchioni
 Roberto Vecchioni (n. 25 iunie 1943, Carate Brianza, Lombardia, Regatul Italiei) este un cantautor italian.